# FN SCAR
FN SCAR je modularna puška koju je proizvela belgijska vojna industrija Fabrique Nationale de Herstal (FN) za potrebe Američke jedinice za specijalne operacije (eng. U.S. Special Operations Command - SOCOM). Puška se koristi nakon što je pobijedila na javnom natječaju.
FN SCAR dobio je ime upravo po svojoj krajnjoj namjeni. SCAR - Special Forces Combat Assault Rifle (hrv. jurišna automatska puška za specijalne jedinice).
U Scar obitelj pušaka uključena su dva modela:
- SCAR-L (light - lagani model) koji se koristi kao automatska puška sa streljivom kalibra 5,56×45mm NATO.
- SCAR-H (heavy - teži model) koji se koristi kao jurišna puška sa streljivom kalibra 7,62×51mm NATO.

U lipnju 2007. obavljena su posljednja testiranja Scar puške. Nakon nekoliko odgoda, puška stiže u operativnu uporabu u travnju 2009. Američka 75. rendžerska pukovnija postala je prva jedinica koja je počela koristiti 600 primjeraka ove jurišne puške.

## Razvoj
Fabrique National proizveo je dva modela SCAR - jurišnih pušaka. Laganiji, Light model - SCAR-L, Mk 16 Mod 0 i teži, Heavy model - SCAR-H, Mk 17 Mod 0.
Light model koristi streljivo kalibra 5.56x45mm NATO koje se nalazi u poboljšanom STANAG okviru kakav koristi M-16. Heavy model koristi streljivo snažnijeg kalibra - 7.62x51mm NATO, s okvirom novog dizajna od 20 metaka. Uz postojeće, model heavy koristi i streljivo kalibra 6.8x43mm Remington SPC. Sva tri navedena kalibra streljiva jedina su koja puške FN SCAR koriste.
Obje puške imaju drugačije dužine cijevi te je jedan model bolji za blisku borbu a drugi za borbu na većim udaljenostima.
Pušku je dizajnirala belgijska vojna industrija Fabrique Nationale, dok se izrađuje u njihovoj tvornici u SAD-u, FN Manufacturing LLC., preciznije u gradu Columbia, Južna Karolina, SAD.

## Tehnika

### Tehnički detalji
Tijelo SCAR puške izrađeno je od aluminija. Odvojivi dio puške s okidačem i sustavom okidanja izrađen je od polimera. Taj dio kompatibilan je s onim od M16 jurišne puške. Od istog materijala izrađeni su i okvir, područje oko vijaka, sigurnosni vijak te gumbi za otpuštanje. Puška koristi "zatvoreni plinski sustav" sličan onome od M1 karabina, dok "bolt-carrier" (eng. odvojivi dio cijevi od puške) nalikuje onima od Stoner 63 i Heckler & Koch G36 pušaka.
Puška ima MIL-STD-1913 platformu na koju se može montirati optički sustav.
Do sada su proizvedene tri generacije SCAR pušaka. Svaka generacija međusobno ima neznatne razlike. Tako se primjerice pri SCAR-u iz 2. generacije, kundak rastavlja na način da se poteže "prema dolje". Kod 3. generacije, kundak se poteže "prema gore", ako ga se želi maknuti. Također, ako kundak smeta vojniku, ali ga on ne želi ukloniti, vojnik ga može svinuti na desnu stranu. Odličan dizajn omogućio je da svinuti kundak "ne zaklanja" pristup okidaču, kao kod AN-94 Abakana.
Krajem 2008., tvrtka Fabrique Nationale predstavila je poluautomatske SCAR modele - 16S (light verzija) i 17S (heavy verzija). Ti modeli dizajnirani su za potrebe službi zakona (policija, vojna policija, emigracijske službe) i komercijalno tržište. Te puške razliku se od vojnog SCAR-a jer se proizvode u Belgiji, u FN-ovoj tvornici u Herstalu. U SAD ih uvozi tvrtka FN USA. Tvrtka ima sjedište u američkom gradu Fredricksburgu, savezna država Virginia.
Tvrtka FNH USA je poluautomatske SCAR modele neznatno modificirala. Modifikacije su izvršene kako bi puška mogla koristiti okvire američke proizvodnje.

### Tehničke zanimljivosti
FN SCAR Light sa streljivom kalibra 5,56×45mm NATO ima brzinu kojom za 0,3 sek. može prijeći tisuću stopa (304,8 metara). To bi značilo da bi metak prije pogodio čovjeka, nego što bi on čuo hitac.
Prednost SCAR-a u odnosu na konkurenciju je što se ova napredna puška rastavlja na samo 8 dijelova
- okvir,
- lower receiver, pistol grip (okidač zajedno s drškom i mehanizmom okidanja),
- kundak,
- opruga od part assemblyja,
- sigurnosna matica (njome je part assembly "vezan" za tijelo puške; može se postaviti s lijeve ili desne strane tijela puške)
- part assembly (temeljni mehanizam puške koji omogućava paljbu iz puške)
- frame, receiver (tijelo puške)
- cijev puške.

Također, prednost SCAR-a je njegova međusobna kompatibilnost s nekim dijelovima. Tako primjerice, vojnik koji koristi SCAR Heavy a treba mu kundak, može staviti kundak od SCAR Light.

## Testiranja
U srpnju 2007. američka vojska najavila je ograničen javni natječaj o uvođenju nove jurišne puške u svoju službu. U užem krugu našli su se FN SCAR, M4 karabin te Heckler & Koch  modeli HK 416 i XM8. Svaki od ova četiri modela bio je podvrgnut testiranju u 10 različitih testova.
Iz svake puške ispaljeno je 40.000 metaka u "području ekstremne prašine". Svrha tog testiranja bila je procjena budućih potreba.
Ovo testiranje ponudilo je sljedeće rezultate:
- XM8 - 127 zastoja,
- FN SCAR - 226 zastoja,
- HK 416 - 233 zastoja.
- M4 - 882 zastoja.

Ovaj test temelji se na dva prethodna sustava procjene koja su već provedena na M4 karabinu i M16 pušci u Aberdeenu 2006. i u ljeto 2007., prije trećeg ograničenog javnog natječaja u jesen 2007.
2006. tim testom testirali su se M4 i M16, a u ljeto 2007. samo M4, ali uz pojačano podmazivanje mehanizma. Rezultati drugog testiranja prikazali su 307 zastoja M4 puške, nakon što je puška pojačano podmazana. Međutim, to pitanje nije moglo dati odgovor zašto je M4 puška ostvarila čak 882 zastoja na trećem testu, iako je puška podmazana istom razinom kao i na prethodnom testiranju.
Da će SCAR biti pobjednik američkog natječaja, dalo se naslutiti 13. studenog 2008. kada je na Danu industrije, FN SCAR prikazan kao jedno od službenih oružja američke vojske. Cilj Dana industrije bio je pregled postojeće tehnologije karabinskog oružja i njezinog "ponašanja" u svakoj situaciji, prije nego što vojska pošalje temeljnu ponudu "pobjedniku" natječaja.
4. svibnja 2010. na službenim stranicama FNH USA javnosti je izdano priopćenje da je američka vojska 14. travnja 2010. s tvrtkom Fabrique Nationale finalizirala dogovor o uvođenju FN SCAR-a kao standardne puške, u redove američe vojske. Dogovor je obuhvatio kupnju cijelog SCAR arsenala, odnosno, FN SCAR Light, FN SCAR Heavy i bacače granata za spomenute puške.

## Bacač granata i modul za bacač granata
Bacač granata može se brzo i lako staviti na pušku. Punjenje odnosno, stavljanje granate vrši se na način da se cijev bacača potegne "prema naprijed" te lagano zaokrene na desnu ili lijevu stranu. Mogućnost da se cijev može zaokrenuti na obje strane, olakšava uporabu, bilo da je vojnik ljevak ili dešnjak. Nakon toga, u cijev se stavlja granata, te se cijev potegne "prema nazad", odnosno u svoj početni položaj.
Mogućnost da vojnik nemora premještati ruku, naziva se "double-action" (eng. dvostruka akcija), jer vojnik može izbaciti granatu i odmah nestaviti s automatskom paljbom ili obrnuto.
2004. predstavljen je modul za bacač granata namijenjen SCAR puškama. Njegov puni naziv je "Poboljšani modul bacača granata" (eng. Enhanced Grenade Launcher Module). Službeni kodni naziv bacača je FN40GL ili Mk 13 Mod 0. Riječ je o posebnom modulu na koji se brzo i lako može staviti 40 mm bacaču granata. Sam bacač granata dizajniran je na temelju GL1 bacača granata od FN F2000 jurišne puške.
Modul FN40GL namijenjen je heavy i light modelima. 
Time se bacač granata može koristiti kao posebno oružje. Na FN40GL-u nalazi se proširivi kundak, koji se koristi ovisno o potrebama vojnika.
Kao takav, bacač se može nositi na leđima, kao zasebno oružje.

## IAR model
2008. puška FN SCAR ušla je u uži krug od četiri finalista novih pješačkih automatskih pušaka (eng. Infantry Automatic Rifle) od kojih će jedna puška biti odabrana za uvođenje u američku vojsku. Marinski korpus američke vojske tražio je laganu automatsku pušku. Tada je Fabrique Nationale ponudio posebno dizajniran SCAR model drugačiji od postojećih modela. IAR model bio je tehnički dorađeniji. Jedna od inovacija bila je da se puška sama automatski zakočila ako je prilikom neprekidne paljbe došlo do prevelikog zagrijavanja cijevi.
U konačnici, Američki marinski korpus, proglasio je model IAR Scar pobjednikom te 5-togodišnji ugovor o nabavci 6.500 pušaka. Uspjeh je tim veći, što je SCAR uspio pobijediti velikog konkurenta, HK416, njemačkog proizvođača Heckler & Koch.

## Inačice

### Vojne inačice
- SCAR-L, Mk 16 Mod 0 - automatska puška koja koristi streljivo kalibra 5.56mm NATO, light model.
  - Mk 16 CQC (Close Quarters Combat) - model s dužinom cijevi od 10 inča.
  - Mk 16 Standard - model s dužinom cijevi od 14 inča.
  - Mk 16 LB (Long Barrel) - model s dužinom cijevi od 18 inča.
    - FNAC
- SCAR-H, Mk 17 Mod 0 - jurišna puška koja koristi streljivo kalibra 7.62mm NATO, heavy model.
  - Mk 17 CQC (Close Quarters Combat) - model s dužinom cijevi od 13 inča.
  - Mk 17 Standard - model s dužinom cijevi od 16 inča.
  - Mk 17 LB (Long Barrel) - model s dužinom cijevi od 20 inča.
- Sniper Support Rifle (SSR) Mk 20 Mod 0 - snajperska inačica koja koristi streljivo kalibra 7.62mm NATO.

### Eksperimentalne inačice
- HAMR IAR - model koji je u konačnici odbačen u korist modela M27 IAR.
- FNAC - 5.56 mm model koji je prijavljen na natječaju za individualni karabin američke vojske.

### Civilne inačice
- SCAR 16S - poluautomatska 5.56 mm inačica.
- SCAR 17S - poluautomatska 7.62 mm inačica.

## Kupnja
Tvrtka Fabrique Nationale de Herstal ukupno proizvodi sedam inačica Scar puške. 23. siječnja 2004. Sjedinjene Države podnijele su zahtjev za kupnju svih tih modela pod kodnim nazivom USZA22-04-R-0001.
| Model/Konfiguracija          | Namijenjeno testiranju | Niska razina početne proizvodnje | Proizvedeno |
| SCAR-L                       | SCAR-L                 | SCAR-L                           | SCAR-L      |
| ---------------------------- | ---------------------- | -------------------------------- | ----------- |
| Standardni model             | 12                     | 250                              | 83.738      |
| Model za blisku borbu        | 6                      | 80                               | 27.914      |
| Snajperski model             | 1                      | 10                               | 11.989      |
| SCAR-H                       |                        |                                  |             |
| Standardni model             | 1                      | 68                               | 14.931      |
| Model za blisku borbu        | 0                      | 10                               | 6.990       |
| Snajperski model             | 0                      | 10                               | 11.990      |
| Standardni model (7.62x51mm) | 0                      | 68                               | 2.932       |

## Korisnik
- Čile: čileanski marinski korpus od 2013. godine u svojem arsenalu ima 1.800 komada light i heavy inačica.[22]
- Finska: Special Jaegers.[23]
- Francuska: policijska jedinica RAID[24] i specijalna vojna jedinica COS.[25] Tu je i Compagnie de Commandement et de Transmissions (CCT).[26]
- Indija: indijske specijalne snage.[27]
- Litva: litavska kopnena vojska.[28]
- Meksiko: SCAR-H i L su u službi meksičke policije i njenih jedinica.
- Novi Zeland: novozelandska kopnena vojska.[29]
- Njemačka: njemačka savezna antiteroristička jedinica GSG 9 koristi light model[30] a oružje je i u službi specijalnih jedinica Mobiles Einsatzkommando (MEK) i Spezialeinsatzkommando (SEK).[31]
- Pakistan: specijalne snage sigurnosti.[32]
- Peru: specijalna vojna jedinica GRUFE je naručila heavy inačicu 2009.[33] dok je peruanska vojska u veljači 2013. naručila 8.110 komada heavy modela.[34]
- Poljska: obavještajna agencija Biuro Ochrony Rządu namijenjena zaštiti Vladinih dužnosnika.[35]
- SAD: sve specijalne jedinice oružanih snaga SAD-a i Marinski korpus[36] Obje inačice (heavy i light) su od 2010. godine u službi Los Angeleskog SWAT-a.[37][38] Oružje koristi carinsko-granična kontrola te šerifov ured okruga Richland.[39]
- Srbija SCAR-H i L su u službi Vojske Srbije i njenih specijalnih jedinica.[40]

## Vanjske poveznice
- [neaktivna poveznica]
- Službeni web site FN-ovih pušaka, uključujući SCAR
- Službeni web site od FNH USA (vojna stranica)
- Službeni web site FNH USA (komercijalna stranica)